# Al-Dulaybah
Al-Dulaybah (tiếng Ả Rập: الدليبة, cũng đánh vần Dleibeh) là một ngôi làng Syria nằm ở phó huyện Ayn Halaqim ở huyện Masyaf, Hama. Theo Cục Thống kê Trung ương Syria (CBS), al-Dulaybah có dân số 1566 trong cuộc điều tra dân số năm 2004.